# Brandanschlag auf das Altenheim der Israelitischen Kultusgemeinde in München
Der Brandanschlag auf das Altenheim der Israelitischen Kultusgemeinde München und Oberbayern fand abends am 13. Februar 1970 in München statt. Durch ihn wurden sieben jüdische Hausbewohner getötet. Alle hatten die Zeit des Nationalsozialismus überlebt, zwei davon die NS-Vernichtungslager.
Der Brandanschlag ist bis heute nicht aufgeklärt, wird aber einhellig als antisemitischer Massenmord eingestuft. Von 2013 bis 2017 durchgeführte Nachermittlungen des Generalbundesanwalts ergaben keine neuen Spuren. Einige Beweismittel hatte die Polizei in den 1990er Jahren vernichtet.

## Verlauf
Ziel des Anschlags war das Gemeindezentrum der Israelitischen Kultusgemeinde München und Oberbayern an der Synagoge an der Reichenbachstraße München im Stadtteil Ludwigsvorstadt-Isarvorstadt. In den oberen Etagen des Vorderhauses befand sich ein Altenheim. In einigen seiner Mansardenwohnungen wohnten auch Studenten. Unbekannte betraten vor 21:00 Uhr das Gebäude, fuhren mit dem Fahrstuhl nach oben, verteilten in jedem Stockwerk des hölzernen Treppenhauses ein Öl-Benzin-Gemisch und zündeten es am Ausgang an. Das Feuer breitete sich wegen des Kamineffekts rasend schnell bis in die oberen Stockwerke aus und verhinderte so die Flucht durch das Treppenhaus. Um 20:58 Uhr alarmierte ein Nachbar die Feuerwehr, deren erster Löschzug um 21:00 Uhr eintraf. Weil der Sabbat begonnen hatte, hielten sich beim Anschlag 50 Personen im Gebäude auf. Die meisten konnten es, unterstützt von der Feuerwehr München und Nachbarn, rechtzeitig verlassen. In ihren Zimmern Eingeschlossene konnten sich allenfalls über das Dach retten.

## Opfer

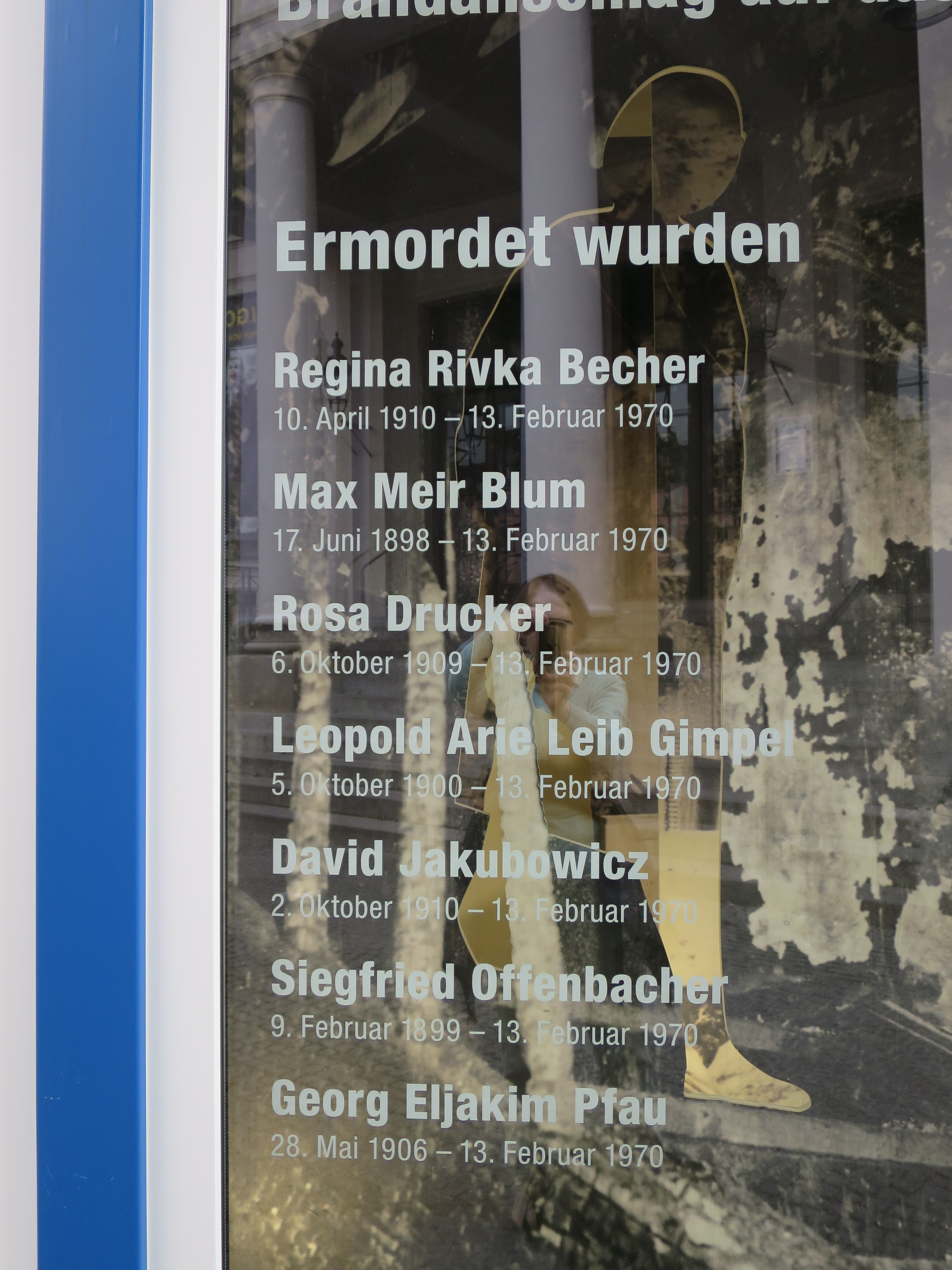
Tafel mit Opfernamen am Gärtnerplatz

Fünf Männer und zwei Frauen starben durch den Anschlag. Sechs davon erstickten oder verbrannten im Feuer, ein Mann starb beim Sprung aus dem vierten Stock. Eine Gedenkwand in der Synagoge an der Reichenbachstraße nennt ihre Namen:
- Regina Rivka Becher (59),
- Meir Max Blum (71),
- Rosa Drucker (59),
- Leopold Arie Leib Gimpel (69),
- David Jakubowicz (59),
- Siegfried Offenbacher (71),
- Georg Eljakim Pfau (63).

Jakubowicz und Pfau hatten die Vernichtungslager der NS-Zeit überlebt. Jakubowicz hatte seine für den 13. Februar 1970 geplante Ausreise nach Israel wegen des Sabbats kurzfristig auf den 15. Februar verschoben. Er wollte in Israel seine letzten Lebensjahre verbringen. Offenbacher, der Gemeindebibliothekar, war gleich nach dem Zweiten Weltkrieg nach München zurückgekehrt. Blum war ein Jahr zuvor aus den USA nach München gekommen, um dort seinen Lebensabend zu verbringen. Er starb unmittelbar nach seinem Sprung. Eine der Eingeschlossenen rief in Todesangst aus einem der Fenster: „Wir werden vergast, wir werden verbrannt!“
15 Personen wurden verletzt. Die Buchbestände der Gemeindebibliothek wurden großenteils verbrannt und zerstört.
Die Anschläge des Februar 1970 veränderten die Situation der in der Bundesrepublik Deutschland lebenden Juden nachhaltig und wurden als Zäsur wahrgenommen. Seitdem wurden jüdische und israelische Einrichtungen in der ganzen Bundesrepublik und weiteren Staaten Europas unter verstärkten Polizeischutz gestellt. Dagegen hatten sich die jüdischen Bürger bis dahin erfolgreich gewehrt.

## Erste Reaktionen
Der Anschlag löste in der ganzen Bundesrepublik große Betroffenheit, Trauer und Empörung aus. Der Münchner Rabbiner Hans Grünewald nahm anfangs einen Unfall an: „Wir sind eine so kleine jüdische Gemeinde in München. Ich will es einfach nicht glauben, dass es sich hier um Brandstiftung handelt.“ Im ausgebrannten Altenheim lag eine Kondolenzliste aus. Der Münchner Oberbürgermeister Hans-Jochen Vogel appellierte an alle Bürger der Stadt, sich dort einzutragen: „Münchner, gebt diesen Toten die letzte Ehre!“
Nachdem Brandstiftung erwiesen war, forderte der Zentralrat der Juden in Deutschland „Konsequenzen gegen Drahtzieher und Organisationen […], die zu derartigen Verbrechen anstiften“. Maximilian Taucher, der damalige Präsident der jüdischen Gemeinde in München, sagte bei der Trauerrede, der Anschlag sei nicht nur gegen die Münchner Juden, sondern gegen alle Juden in Deutschland und auf der ganzen Welt gerichtet gewesen. Hans Lamm, der kurz darauf sein Nachfolger wurde, verzichtete auf Vermutungen über Identität und Herkunft der Täter.
Bei der Trauerfeier waren die höchsten Vertreter der Bundesregierung anwesend. Bundespräsident Gustav Heinemann verurteilte die Tat: Sie sei besonders widerlich, weil die Opfer schon in der Vergangenheit so viel gelitten hätten. Bundeskanzler Willy Brandt erklärte, dass alles getan werde, um den oder die Täter zu finden. Bundesinnenminister Hans-Dietrich Genscher versprach:

„Das deutsche Volk wird niemals mehr zulassen, dass auf seinem Gebiet Gewalt und Terror regieren. Es wird niemals mehr zulassen, dass bestimmte Gruppen von Menschen außerhalb der Gemeinschaft gestellt werden. Sie alle, die Sie heute hier sind, sind Zeugen dieses Versprechens.“

Der Bundestag gedachte zu Beginn seiner Sitzung am 17. Februar 1970 der Opfer. Der AStA der Ludwig-Maximilians-Universität München verurteilte die Tat als Verbrechen und sagte eine geplante Demonstration gegen den Besuch des israelischen Außenministers Abba Eban ab.
Heinz Galinski, der damalige Vorsitzende der jüdischen Gemeinde in Berlin, vermutete linksradikale Täter. In einem Kommentar schrieb er, „die drohende Zuspitzung“ habe sich am 9. November 1969 beim Anschlagsversuch auf das Jüdische Gemeindehaus in West-Berlin während einer Gedenkfeier für die Novemberpogrome 1938 angekündigt. Nachdem dieser Versuch gescheitert war, sei den Attentätern in München „gelungen“, was sie in Berlin vorgehabt hätten.
Für die Ergreifung der Täter setzten die Behörden eine Belohnung von 100.000 DM aus, die bis dahin höchste Summe der bundesdeutschen Kriminalgeschichte. Je ein Viertel davon stifteten die Bundesregierung, die Bayerische Staatsregierung, die Stadt München und der Axel Springer Verlag. Dessen Zeitung Bild am Sonntag beschuldigte zwei Tage nach dem Anschlag die Westdeutsche Studentenbewegung der 1960er Jahre und verknüpfte deren Protestaktionen gegen ein Verlagsgebäude von 1968 mit dem Mord an Juden: „Vorgestern brannte ein Zeitungswagen und heute verbrennen Juden in einem Altersheim.“ Der CSU-Vorsitzende Franz Josef Strauß bezeichnete den Brandanschlag als Ergebnis sozialliberaler Regierungspolitik, die das Verbrechen und die Kriminalität nicht mehr unter Kontrolle habe.

## Ermittlungen
Die Stadtpolizei München stellte als Beweisstücke einen 20 Liter fassenden Kanister mit der Aufschrift „Aral“ sicher, aus dem ein Benzin-Öl-Gemisch in das Treppenhaus geschüttet worden war, und ein Stück des braunen Packpapiers, in das der Kanister eingewickelt war, als er in das Haus getragen wurde. Am Tatort wurden keine Hinweise darauf gefunden, dass mehr als eine Person an der Tat beteiligt war. Diese wurde wegen des vorsätzlich im ganzen Treppenhaus verteilten Benzins als Mordanschlag gewertet. Zur Aufklärung richtete die Polizei eine Sonderkommission ein, die durch Beamte des Bundeskriminalamtes auf 60 Personen verstärkt wurde. Die Sonderkommission prüfte die rund 300 bayerischen Ausländervereinigungen, von denen etwa 30 als politisch extrem galten, sowie damals durch Flugblätter oder Äußerungen aufgefallene radikale Gruppen und Einzelgänger, darunter alle rund 100 Angehörigen der anti-israelischen Organisationen „Münchner Palästina-Komitee“ und „Generalunion palästinensischer Studenten“. Aus der Bevölkerung gingen hunderte Hinweise ein, die meist wenig wertvoll waren.
Die Ermittler vermuteten 1970 zunächst Rechtsextreme oder Palästinenser als mögliche Täter. Eine Gruppe palästinensischer Terroristen hatte damals von München aus eine Anschlagsreihe auf Passagierflugzeuge organisiert, die Israel anflogen (10., 17. und 21. Februar 1970; 48 Tote). Drei am 10. Februar festgenommene Palästinenser bekannten sich zu den Flugzeuganschlägen, bestritten aber, etwas mit dem Brandanschlag auf das jüdische Altersheim zu tun zu haben. Die palästinensische Terrorgruppe Action Organization for the Liberation of Palestine (AOLP) bekannte sich zu dem Angriff auf ein Flugzeug der israelischen Fluggesellschaft El Al auf dem Flughafen München-Riem am 10. Februar 1970. Ihr Leiter Issam Sartawi erklärte am 19. Februar 1970 im ZDF, seine Organisation habe mit dem Brandanschlag in der Reichenbachstraße nichts zu tun. Am 4. März 1970 ging im deutschen Konsulat in Kuwait jedoch ein handschriftliches Bekennerschreiben der AOLP ein: Man habe die Tat von München mithilfe junger Deutscher ausgeführt.
Ein anonymes Schreiben bezichtigte einen Funktionär der NPD, mit dem Anschlag zu tun zu haben. Es erwies sich laut Staatsanwaltschaft München nach Durchsuchungen, Schriftvergleichsproben und Urkundenuntersuchungen aber als gefälscht.
Die Tupamaros München distanzierten sich am 20. Februar 1970 mit einer Verschwörungstheorie von Verdächtigungen: „Wir treffen keine Unschuldigen. Diesen neuen Reichstagsbrand im Altersheim können nur Leute gelegt haben, die dran interessiert sind, die Hexenjagd auf die Feinde des US-zionistischen Imperialismus zu eröffnen.“ Ein mit ihrem Kürzel TM unterzeichneter Brief an eine Presseagentur forderte am selben Tag Freiheit für einen Genossen und bedrohte dessen Strafverfolger. Am 23. Februar warfen Unbekannte Molotowcocktails in das Wohnzimmer des Münchner Amtsrichters, der den Aktivisten verurteilt hatte.
Daher verdächtigte die Sonderkommission am 8. März 1970 namentlich Fritz Teufel, den Gründer der Tupamaros München, und Dieter Kunzelmann, den Gründer und Leiter der Tupamaros West-Berlin, als mögliche Täter auch des Münchner Brandanschlags. Sie wurden zur Fahndung ausgeschrieben. Teufel wurde am 12. Juni 1970 aufgrund anderer Vorwürfe verhaftet, Kunzelmann am 19. Juli. Bei ihm fand man Belege für Kontakte mit Palästinensern und Überlegungen zum Ausspähen von Flughäfen, aber keine Hinweise auf den Münchner Brandanschlag. Die Indizien reichten in keinem Verdachtsfall für eine Anklage. Die Ermittlungen wurden ergebnislos eingestellt.
Im Juli 2012 gab die Staatsanwaltschaft München an, ein Zeuge habe behauptet, er könne entscheidende Angaben zu den Attentätern machen. Obwohl seine Aussagen teilweise falsch gewesen seien, prüfe man Nachermittlungen. Dazu holte man die Fahndungsakten von 1970 aus dem Polizeiarchiv und wollte auf dem Benzinkanister gefundene Fingerabdrücke auf DNA-Material untersuchen. Dabei stellte sich heraus, dass die Polizei die Klebestreifen mit den Fingerabdrücken verlegt hatte. Die Staatsanwaltschaft betonte kurz darauf, dass sie den Zeugen schon seit 2007 kenne, seine Angaben sich als unzutreffend erwiesen hätten und es keine erfolgversprechende neue Spur gebe.
Am 19. August 2013 übernahm die Bundesanwaltschaft die Nachermittlungen, weil der Brandanschlag sich vermutlich gegen die Juden insgesamt gerichtet habe. Sie vermutete einen Zusammenhang mit dem Anschlag auf den Münchner Amtsrichter vom 23. Februar 1970. Der Zeuge hatte im Juli 2012 seine Beteiligung daran gestanden und ausgesagt, er kenne die Haupttäter. Mit Bezug darauf erklärte die Bundesanwaltschaft zunächst, nach bisherigem Ermittlungsstand kämen die „bislang unbekannten Täter“ von den Tupamaros und der „Aktion Südfront München“. Am 23. November 2017 stellte der Generalbundesanwalt die Ermittlungen „mangels weiterer erfolgversprechender Ermittlungsansätze“ ein. Die Ermittlungen hätten „keine Aufklärung der Tat erbracht“. Es gebe keine ausreichenden Verdachtsmomente gegen eine bestimmte Person oder Gruppe. Besonders die in einem Medienartikel behauptete Verbindung zu einem namentlich benannten Mitglied der „Tupamaros München“ habe sich als „nicht belastbar“ erwiesen. Er stellte klar, dass man auch nochmals nach Indizien für rechtsextreme Täter gesucht hatte.
Auf eine parlamentarische Anfrage der Partei Die Linke antwortete die Bundesregierung am 25. März 2020, möglichen damaligen Kenntnissen des Verfassungsschutzes zu dem Anschlag werde nicht nachgegangen. Die Auswertung damaliger Akten von V-Leuten sei personell zu aufwändig, weil in jedem Einzelfall das staatliche Geheimschutzinteresse gegen das Informationsrecht des Bundestages abzuwägen sei. Die zuständigen Ermittler hätten keine Akten von den Nachrichtendiensten des Bundes und der Länder angefordert. Auch der Generalbundesanwalt habe die Identitäten von Informanten des Verfassungsschutzes nicht erbeten. Von 277 damaligen Hinweisen aus der Bevölkerung hätten sich 199 als „echte Spuren“ erwiesen. 80 davon habe das LKA Bayern der „politisch motivierten Ausländerkriminalität“ zugeordnet, 23 dem linksextremen, 25 dem rechtsextremen Bereich. Aus keinem Hinweis habe sich jedoch ein „konkreter und belastbarer Verdacht“ ableiten lassen. Auf dem in den 1990er Jahren zerstörten Benzinkanister seien keine Fingerabdrücke gefunden worden. Warum andere Beweisstücke aus der Asservatenkammer des LKA Bayern verschwunden waren, konnte die Regierung nicht beantworten.
Ende April 2025 nahm die Generalstaatsanwaltschaft München die Ermittlungen wieder auf. Zuvor hatte Oberstaatsanwalt Andreas Franck im Januar 2025 ein Prüfverfahren eingeleitet, nachdem sich eine Person mit Hinweisen zu dem Fall gemeldet hatte. Der Verdacht gegen die von der Hinweisgeberin genannte, allerdings bereits verstorbene Person erscheine „nachvollziehbar“. Beim Verstorbenen soll es sich um einen deutschen Rechtsextremen aus dem kriminellen Milieu Münchens gehandelt haben. Ermittlungsziel sei in erster Linie die Klärung der Täterschaft der verdächtigten Person, insbesondere das mögliche Motiv. Sollten sich dabei „Hinweise auf noch lebende Tatbeteiligte ergeben“, werde „auch dem nachgegangen“, so Franck, der gleichzeitig Antisemitismusbeauftragter der bayerischen Justiz ist.

## Zeitgeschichtliche Einordnungen
Sozialwissenschaftler und Historiker stellen den unaufgeklärten Brandanschlag mit anderen damaligen Gewalttaten in eine Reihe:
- den Anschlägen auf Israels Botschaft in Berlin im September 1969,
- dem Anschlagsversuch auf das Jüdische Gemeindehaus West-Berlin am 9. November 1969,[29]
- den Anschlägen palästinensischer Terroristen gegen Israelflüge vom 10. bis 21. Februar 1970 (insgesamt 48 Tote),
- der Schändung der Synagoge an der Reichenbachstraße München im Juni 1970,[7]
- der Geiselnahme von München bei der Sommerolympiade 1972 (17 Todesopfer).[30]

Der Politikwissenschaftler Hans Karl Rupp erinnerte daran, dass der Münchner Brandanschlag nur Monate nach Beginn der sozialliberalen Regierungskoalition stattfand, die die Beziehungen zu Israel normalisieren wollte. Nach dem Antisemitismusforscher Werner Bergmann war das gesellschaftliche Leitthema damals die Auseinandersetzung mit der APO und der Studentenbewegung. Die Neue Linke habe den Staat Israel nach dem Sechs-Tage-Krieg zunehmend in ihre Imperialismuskritik einbezogen, und palästinensische Terrorgruppen hätten mit ihren Anschlägen gegen jüdische und israelische Ziele Antizionismus und Antisemitismus untrennbar verbunden. Der Historiker Michael Brenner arbeitet heraus, dass sich mit dem Terror für die in München lebenden Juden ein Gefühl der Bedrohung einstellte, verstärkt durch die damaligen Wahlerfolge der NPD.
Dem Historiker Wolfgang Kraushaar gelang es 2005, Albert Fichter als Haupttäter des Anschlagsversuchs vom 9. November 1969 in Westberlin zu enttarnen. Fichter gehörte bis dahin zu den Tupamaros West-Berlin und hatte die Zeitbombe deponiert, die nicht explodierte. Seine Gruppe hatte sich dann zu dem Anschlag bekannt. Dieter Kunzelmann gilt als dessen wahrscheinlicher Initiator. Er hatte sich gebrüstet, er habe im Oktober 1969 bei der Fatah in Jordanien „genau gelernt, wie man Zeitbomben herstellt“. Im April 1970 hatte er in einem fingierten „Brief aus Amman“, der in der Szenezeitschrift Agit 883 erschien, zum „bewaffneten Kampf“ und zur Solidarität mit den Zielen der Fatah aufgerufen, die nur der vom Holocaust verursachte „Judenknax“ verhindere. Er forderte, palästinensische „Todeskommandos“ wie das auf dem Flughafen München-Riem „durch besser organisierte zielgerichtetere“ deutsche Guerilla-Kämpfer zu ersetzen. Zudem bezeichnete er den Münchner Brandanschlag als „zionistisches Massaker“ mit dem Zweck, die in Deutschland lebenden Juden durch Angstterror zur Emigration nach Israel zu drängen. Damit gab er „Zionisten“ (Juden) in typischer Täter-Opfer-Umkehr die Schuld an dem Massenmord.
Kraushaar trug 2012 in einem weiteren Buch alle Indizien zusammen, die aus seiner Sicht für die Beteiligung der Tupamaros München am dortigen Anschlag sprachen. Auch Georg M. Hafners Dokumentarfilm vom Juli 2012, an dem Kraushaar als Berater mitwirkte, erneuerte diesen Verdacht und nannte Kunzelmanns Kontakte zur Fatah, eine Aussage Gerhard Müllers von 1976 und weitere Aussagen ehemaliger RAF-Mitglieder als Hinweise auf die Tupamaros München.
Bommi Baumann, früheres Mitglied der Bewegung 2. Juni, erklärte dagegen im Mai 2013 in einem Interview: „Das waren keine Linken.“ Kunzelmann habe ihm erzählt, er habe im Februar 1970 gleich bei Fritz Teufel angerufen, der jede Beteiligung bestritten habe. Die Berliner Tupamaros hätten damals selbst nicht an die Täterschaft ihrer Münchner Genossen geglaubt, aber dort nachgefragt und sich vergewissert. Kunzelmann sei so eine Tat zuzutrauen gewesen, aber für Fritz Teufel lege er, Baumann, seine „Hand ins Feuer“.
Der Historiker Olaf Kistenmacher vermutete 2018 wegen der verteilten Brandbeschleuniger, dass mehrere Personen das Feuer legten. Er erinnerte daran, dass die in der linksradikalen Szene üblichen Bekennerschreiben hier fehlten, anders als zuvor beim Anschlagsversuch auf das Jüdische Gemeindehaus in Berlin. Das Bekenntnis der Westberliner Tupamaros dazu sei typisch für den damaligen Antisemitismus der Linken gewesen, so dass sogar der SDS auch in München linke Täter vermutet habe. Doch die Bundesanwaltschaft habe von 2013 bis 2017 auch nochmals in Richtung der rechtsextremen Szene ermittelt. Alle sieben Opfer seien Holocaustüberlebende gewesen. Das Anschlagsziel einer jüdischen Einrichtung mit Holocaustüberlebenden selbst spreche auch für Rechtsextreme. Der Anschlag sei weithin vergessen worden, weil die Olympiageiselnahme von 1972 ihn überschattet habe. Er könne sich aber nicht vorstellen, dass „es niemanden mehr gibt, der einen Täter oder eine Täterin kennt“.

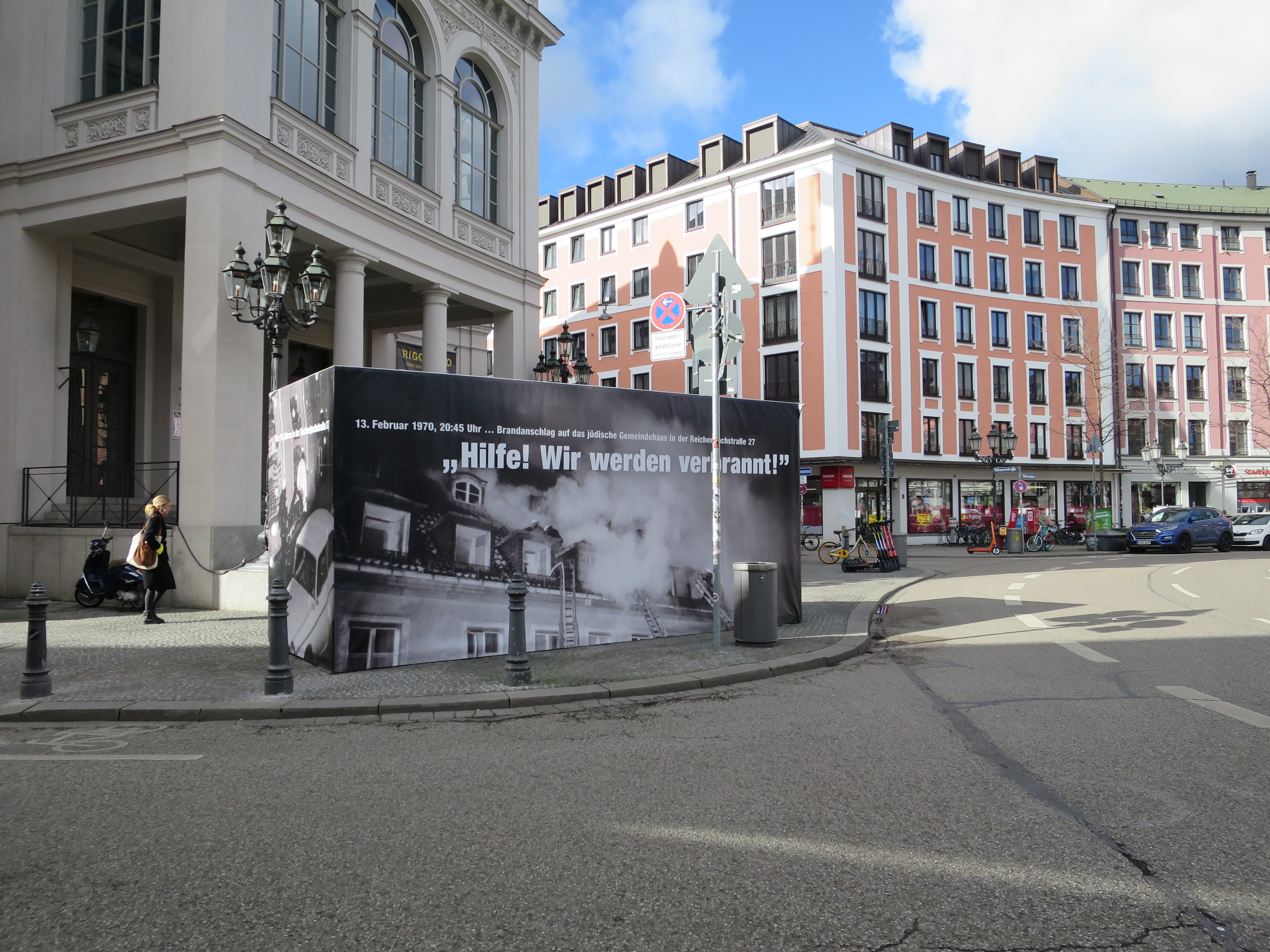
Gedächtniscontainer zum 50. Jahrestag auf dem Gärtnerplatz, Februar 2020

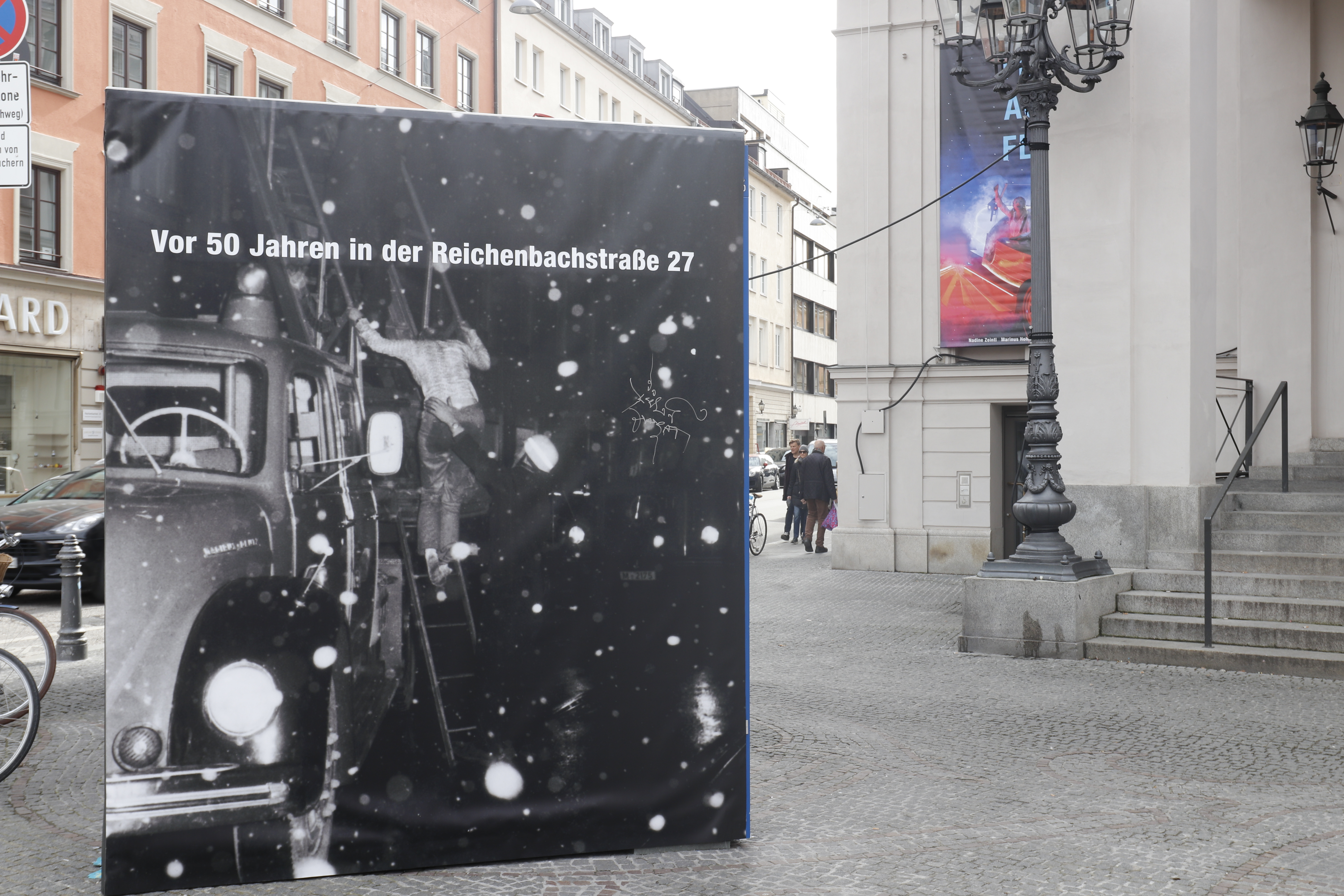
Der Container mit dem Gebäude des Anschlags im Hintergrund

## Gedenken
2019 richtete Christian Springer mit einem Video einen Aufruf an Täter oder Mitwisser, sich zu melden und den Anschlag aufzuklären. Am 13. Februar 2020 installierte er zum Gedenken an den 50. Jahrestag des Anschlags einen Container mit Fotografien und Informationen zum Anschlag sowie einer Liste der Ermordeten als „mobilen Gedenkort“ auf dem benachbarten Gärtnerplatz. Dabei erneuerte er seinen Aufruf.
Der damals 13-jährige Richard C. Schneider hatte am Tag des Anschlags im Restaurant des betroffenen Gebäudes seine Bar Mitzwah gefeiert. Wegen des Brandes musste die Feier abgebrochen werden und alle Gäste mussten fliehen. Seine Eltern hatten das Restaurant zuvor eigens renovieren lassen, bis der Brand es zerstörte. Er ordnete diesen im Februar 2020 wie schon 1970 als Angriff auf alle Juden in Deutschland ein, der sein Heimatgefühl und das der ganzen Synagogengemeinde zerstört habe. Auch die älteren Getöteten hätten zur Gemeinde gehört. Dass ausgerechnet diese Überlebenden der Schoa getötet wurden, habe ein Gefühl von „Es hat sie doch noch eingeholt in Deutschland“ ausgelöst. Trotz des allgemeinen Schocks sei die Gemeinde nicht wirklich überrascht gewesen, weil die Generation der Nazis noch präsent war. Sofort nach dem Attentat habe seine Familie über „Bleiben oder gehen?“ diskutiert. Obwohl sie sich für das Bleiben entschieden, habe der Anschlag auch der jüngeren Generation klargemacht, dass sie sich in Deutschland „auf unsicherem Terrain“ befinde. Das jüdische Zentrum sei damals völlig unbewacht gewesen, weil niemand so einen Anschlag erwartet habe. Ein Bewusstsein für Terrorismus habe es damals noch nicht gegeben. Dass man in Bayern vor allem Linksextreme verdächtigte, habe politische Gründe: „Nazis als Täter, das wäre auch außenpolitisch eine Katastrophe gewesen.“ Der Anschlag sei darum, wegen fehlender Aufklärung und des Olympiaattentats von 1972 rasch verdrängt worden. Auch die Gemeinde selbst habe bald ein neues Gemeindehaus gebaut. Für ihn persönlich sei irrelevant, ob die Täter links- oder rechtsextrem waren, weil Antisemitismus für Juden immer dieselben Folgen habe. Man müsse aber diskutieren, aus welcher Richtung die Bedrohung heute größer sei. Ein würdiges Gedenken seien Demonstrationen vor Ministerien, die Synagogen wie beim Anschlag in Halle (Saale) 2019 nicht vor Anschlägen geschützt hätten. Dabei gehe es nicht nur um die betroffenen Juden, sondern um die liberale Gesellschaft.